# Bruno Saltor
Bruno Saltor Grau (* 1. Oktober 1980 in El Masnou) ist ein ehemaliger spanischer Fußballspieler und heutiger Fußballtrainer.

## Spielerkarriere
Der gebürtige Katalane stammt aus der Jugend von Espanyol Barcelona. In der Saison 2001/02 machte Saltor seine ersten Schritte im Profifußball beim katalanischen Zweitligisten Gimnàstic de Tarragona. In dieser Saison hatte er 14 Einsätze, stieg mit seiner Mannschaft allerdings in die Segunda División B ab. Aus diesem Grunde ging Saltor zurück zum B-Team Espanyols.
Im Jahr 2003 bekam er die Chance, zu UE Lleida zu wechseln. Schon im ersten Jahr gelang der Aufstieg in Liga 2, wo sich Saltor zum Stammspieler entwickelte. Den Abstieg 2006 konnte er allerdings auch nicht verhindern. Im Sommer wechselte Saltor deshalb zum Ligakonkurrenten UD Almería. Mit den Andalusiern stieg er im ersten Anlauf auf und auch dort hatte er einen Stammplatz. Auch in Liga 1 konnte sich der Verteidiger durchsetzen. Nach drei erfolgreichen Jahren bei Almería unterschrieb er vor der Saison 2009/10 einen Dreijahresvertrag beim FC Valencia.
Nach Ablauf seines Kontrakts im Sommer 2012 wechselte Saltor zum englischen Zweitligisten Brighton & Hove Albion. Dort wurde er auf Anhieb Stammspieler und in seinem fünften Jahr gelang ihm der Aufstieg in die Premier League. In der englischen Eliteklasse absolvierte er in zwei Jahren 39 Ligapartien, bevor er nach Abschluss der Saison 2018/19 seine aktive Laufbahn beendete.

## Trainerkarriere
Nach seinem Karriereende blieb Saltor Brighton & Hove Albion erhalten und wurde zur Saison 2019/20 Co-Trainer (senior player development coach) des neuen Cheftrainers Graham Potter.
Anfang September 2022 folgte er Potter als Co-Trainer zum FC Chelsea. Nachdem dieser Anfang April 2023 entlassen worden war, übernahm Saltor die Mannschaft interimsweise. Er betreute die Mannschaft bei einem torlosen Unentschieden gegen den FC Liverpool und wurde anschließend unter Frank Lampard wieder Co-Trainer.

## Erfolge
- Aufstieg in die Premier League: 2017
- Aufstieg in die Primera División: 2007
- Meister der Segunda División B Gruppe III und Aufstieg in die Segunda División: 2004